# Косте д'Анунцио (Кјети)
Косте д'Анунцио (итал. Coste d'Annunzio) је насеље у Италији у округу Кјети, региону Абруцо.
Према процени из 2011. у насељу је живело 40 становника. Насеље се налази на надморској висини од 235 м.